# Assassinato de The Notorious B.I.G.
O assassinato de Christopher Wallace, mais conhecido por seus nomes artísticos "The Notorious BIG" e "Biggie Smalls", ocorreu na madrugada de 9 de março de 1997. O rapper levou quatro tiros num tiroteio em Los Angeles, Califórnia, um deles fatal. Apesar de inúmeras testemunhas e enorme atenção da mídia e especulação, ninguém foi formalmente acusado pelo assassinato de Wallace. O caso permanece oficialmente sem solução, já que a polícia tem procurado por anos para obter mais detalhes sem sucesso.
Em 2006, a mãe de Wallace, Voletta Wallace; sua viúva, Faith Evans e seus filhos, T'yanna Jackson e Christopher Jordan Wallace (CJ) entraram com uma ação judicial de US$ 500 milhões contra o Departamento de Polícia de Los Angeles, alegando que os policiais corruptos da LAPD eram responsáveis pelo assassinato de Wallace. O oficial aposentado do DPL, Greg Kading, alegou que Marion "Suge" Knight, chefe da Death Row Records, contratou o membro da gangue Blood Wardell "Poochie" Fouse para assassinar Wallace e pagar a Poochie US$ 13.000. Ele também alegou que Theresa Swan, mãe do filho de Knight, também estava envolvida no assassinato, e recebeu US$ 25 mil para marcar reuniões antes e depois do tiroteio. Em 2003, o próprio Poochie foi assassinado por membros de gangues rivais.

## Eventos anteriores
Christopher Wallace viajou para Los Angeles, Califórnia, em fevereiro de 1997, para promover seu segundo álbum de estúdio, Life After Death, e para filmar um videoclipe de seu single principal, "Hypnotize". Em 5 de março, ele deu uma entrevista de rádio ao The Dog House em San Francisco, no qual afirmou que ele tinha contratado um segurança porque temia por sua vida. Wallace citou não apenas a rivalidade entre a Costa Oeste e a Costa Leste e o assassinato de Tupac Shakur seis meses antes, mas seu papel como celebridade de alto perfil em geral, como suas razões para a decisão. Life After Death foi agendado para lançamento em 25 de março de 1997.
Em 7 de março, Wallace entregou um prêmio a Toni Braxton no Soul Train Music Awards de 1997, em Los Angeles, e foi vaiado por parte do público. Na noite seguinte, 8 de março, ele participou de uma after-party organizada pela revista Vibe e pela Qwest Records no Petersen Automotive Museum em West Los Angeles. Outros convidados incluíram Faith Evans, Aaliyah, Sean Combs e membros das gangues Bloods e Crips.

## Tiroteio
Em 9 de março de 1997, às 12:30 (UTC−8), Wallace saiu com seu comboio em dois Chevrolet Suburban para retornar ao seu hotel depois que o Corpo de Bombeiros de Los Angeles fechou a festa mais cedo por causa da superlotação. Wallace viajou no banco do passageiro da frente ao lado de Damião "D-Roc" Butler, um membro do Junior M.A.F.I.A. Lil' Cease, e Gregory "G-Money" Young. Combs viajou no outro veículo com três guarda-costas. Os dois SUVs foram seguidos por um Chevrolet Blazer com o diretor de segurança da Bad Boy Records.
Às 12:45 (UTC−8), as ruas estavam lotadas de pessoas deixando o evento. O SUV de Wallace parou em um sinal vermelho na esquina da Wilshire Boulevard com a South Fairfax Avenue a apenas 50 m do museu. Um Chevrolet Impala SS de cor escura parou ao lado do SUV de Wallace. O motorista do Impala, um negro vestido de terno azul e gravata borboleta, abaixou a janela, sacou uma pistola de aço azul de 9 mm e disparou contra o Suburban; quatro balas atingiram Wallace. A comitiva de Wallace correu para o Centro Médico Cedars-Sinai, onde os médicos realizaram uma toracotomia de emergência, mas ele foi declarado morto às 1:15 da manhã (UTC−8). Ele tinha 24 anos de idade.
Sua autópsia foi divulgada ao público em dezembro de 2012, quinze anos após sua morte. Segundo o relatório, três dos quatro tiros não foram fatais. A primeira bala atingiu seu antebraço esquerdo e desceu até o pulso; a segunda o atingiu nas costas, mas não acertou nenhum dos órgãos vitais, e saiu pelo ombro esquerdo; e a terceira atingiu a coxa esquerda e saiu pela parte interna da coxa. O relatório disse que a terceira bala atingiu "o lado esquerdo do escroto, causando uma laceração linear muito superficial, de 10 mm". A quarta bala foi fatal atingindo vários órgãos vitais, incluindo o intestino grosso, o fígado, o coração e o pulmão esquerdo, antes de parar na região do ombro esquerdo.
A morte de Wallace foi lamentada por artistas e fãs de hip hop do mundo todo. O rapper Nas sentiu no momento da morte de Wallace que seu falecimento, junto com o de Tupac Shakur, "foi quase o fim do rap".

## Investigação

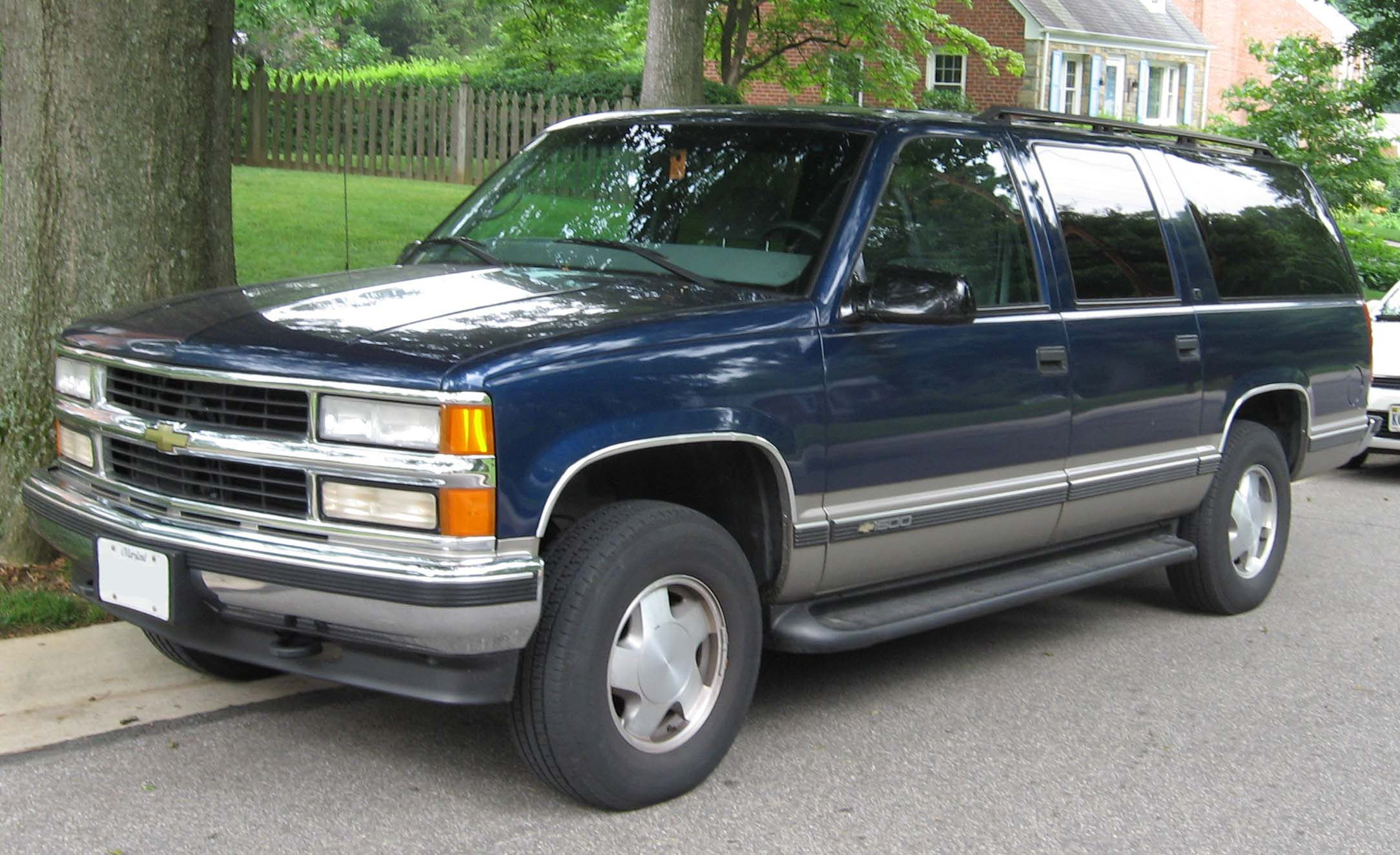
Um Chevrolet Suburban, modelo do carro usado por Wallace quando foi assassinado

Imediatamente após o tiroteio, surgiram relatos ligando o assassinato de Wallace com o de Shakur que ocorreu seis meses antes, devido às semelhanças nos tiroteios e à altamente divulgada disputa do hip hop Costa Leste-Costa Oeste, da qual Shakur e Wallace foram figuras centrais. Reportagens da mídia haviam anteriormente especulado que Wallace estava de alguma forma ligado ao assassinato de Shakur, embora nenhuma evidência tenha surgido para implicá-lo seriamente. Pouco depois da morte de Wallace, os roteiristas do Los Angeles Times Chuck Philips e Matt Lait relataram que o principal suspeito em seu assassinato era um membro da Southside Crips, atuando a serviço de um motivo financeiro pessoal, em vez de em nome da gangue. A investigação parou, no entanto, e ninguém foi formalmente acusado.
Em um livro de 2002 de Randall Sullivan, chamado LAbyrinth, foram compiladas informações sobre os assassinatos de Wallace e Shakur, com base nas informações fornecidas pelo detetive aposentado da polícia de Los Angeles, Russell Poole. No livro, Sullivan acusou Suge Knight, co-fundador da Death Row Records e um conhecido afiliado da Bloods, de conspirar com o policial corrupto David para matar Wallace e fazer com que ambas as mortes parecessem ser o resultado da rivalidade rap. O livro afirmou que um dos supostos associados de Mack, Amir Muhammad, foi o assassino que matou Wallace. A teoria foi baseada em evidências fornecidas por um informante e a semelhança geral de Muhammad com o composto facial gerado durante a investigação. Em 2002, o cineasta Nick Broomfield lançou um documentário, Biggie & Tupac, baseado em informações do livro. O New York Times descreveu o documentário de baixo orçamento de Broomfield como uma conta "em grande parte especulativa" e "circunstancial" baseada em evidências frágeis, não "apresentando contra-evidência" ou "questionando fontes". Além disso, o motivo sugerido para o assassinato de Wallace no documentário - para diminuir a suspeita para o tiroteio de Shakur seis meses antes - foi, como disse o New York Times, "sem apoio no filme".

Um artigo publicado na revista Rolling Stone por Sullivan em dezembro de 2005 acusou a polícia de Los Angeles de não investigar completamente as ligações com a Death Row Records com base nas evidências de Poole. Sullivan alegou que Combs "falhou em cooperar plenamente com a investigação" e, de acordo com Poole, encorajou a equipe da Bad Boy a fazer o mesmo. A exatidão do artigo foi mais tarde contestada em uma carta do Editor-Chefe Assistente do Los Angeles Times, que acusou Sullivan de usar "táticas de má qualidade". Sullivan, em resposta, citou o principal advogado da propriedade de Wallace chamando o jornal de "um co-conspirador no encobrimento". Em alusão à teoria de Sullivan e Poole que formou a base do processo de US$ 500 milhões da família Wallace contra a Cidade de Los Angeles, o New York Times escreveu: 
| “ | "Uma indústria artesanal de especulação criminosa surgiu em torno do caso, com documentários, livros e uma série de artigos de revista que implicam gangues, policiais corruptos e uma rivalidade de rap no país" | ” |

 observando que tudo relacionado à morte de Wallace foi um "grande negócio". Mais recentemente, um filme de Hollywood foi produzido baseado na investigação de Poole e no livro de Sullivan: City of Lies, estrelado por Johnny Depp como Poole.
Ao examinar a afirmação de Sullivan de que o Los Angeles Times estava envolvido em uma conspiração de encobrimento com a LAPD, é instrutivo observar que teorias conflitantes do assassinato foram oferecidas em diferentes seções do Times. A seção de metrô do Times escreveu que a polícia suspeita de uma conexão entre a morte de Wallace e o escândalo de corrupção da polícia de Rampart, consistente com a teoria de Sullivan e Poole. A seção de Metro também publicou uma foto de Maomé, identificada pela polícia como um corretor hipotecário não relacionado ao assassinato que parecia combinar detalhes do atirador, e o jornal imprimiu seu nome e carteira de motorista. Mas Chuck Philips, um redator da seção de Negócios do Times que vinha acompanhando a investigação e não tinha ouvido falar da teoria de Rampart-Muhammad, procurou por Muhammad, a quem os repórteres do Metro não conseguiram encontrar para comentar. Demorou apenas três dias para a Philips encontrar Muhammad, que tinha um anúncio atual de seu negócio de corretagem no Times. Muhammad, que não era um suspeito oficial na época, se adiantou para limpar seu nome. A seção Metro foi oposição à execução de uma retração, mas o editor balcão de negócios, Mark Saylor, disse: "Chuck é uma espécie de autoridade mundial sobre a violência do rap" e tentou, juntamente com a Philips, retrair o artigo.
O artigo de correção do Los Angeles Times de maio de 2000 foi escrito por Philips, que citou Muhammad dizendo: "Sou um corretor de hipotecas, não um assassino" e pergunto: "Como algo tão completamente falso pode acabar na primeira página de um grande jornal?" The story cleared Muhammad's name. A história limpou o nome de Maomé. Uma história posterior de 2005 de Philips mostrou que o principal informante da teoria de Poole-Sullivan era um esquizofrênico com lapsos de memória admitidos conhecido como "Psicopata Mike" que confessou boatos. John Cook, do Brill's Content, observou que o artigo de Philips "demoliu" a teoria de Poole-Sullivan sobre o assassinato de Wallace.
No livro de 2000, The Murder of Biggie Smalls, a jornalista investigativa e autora Cathy Scott sugeriu que os assassinatos de Wallace e Shakur poderiam ter sido o resultado da briga na Costa Leste da Costa Oeste e motivados por ganhos financeiros para as gravadoras, porque os rappers valiam mais mortos que vivos.
A investigação criminal sobre o assassinato de Wallace foi reaberta em julho de 2006 para procurar novas evidências para ajudar a cidade a se defender das ações civis movidas pela família Wallace. O detetive aposentado da polícia de Los Angeles Greg Kading, que trabalhou por três anos em uma força-tarefa que incluiu o caso Wallace, alega que o rapper foi baleado por Wardell "Poochie" Fouse, um associado de Knight, que foi morto em 24 de julho de 2003, depois de ser baleado nas costas enquanto andava de moto em Compton. Kading acredita que Knight contratou Poochie através de sua namorada, "Theresa Swann", para matar Wallace e assim vingar a morte de Shakur, que, Kading alega, foi morto sob as ordens de Combs.
Em dezembro de 2012, a LAPD divulgou os resultados da autópsia realizados no corpo de Wallace para gerar novos leads. O lançamento foi criticado pelo advogado de longa data de sua propriedade, Perry Sanders Jr., que se opôs a uma autópsia. O caso permanece oficialmente sem solução.
Em maio de 2021, um agente aposentado do FBI chamado Phil Carson, que trabalhou na investigação do caso por dois anos, revelou que viu documentos lacrados contendo informações de que Suge Knight foi o mandante do crime. No mesmo documento o suposto atirador era Amir Muhammad, também conhecido como Harry Billups.

## Ações judiciais

### Reivindicação da morte por negligência
Em março de 2006, a mãe de Wallace, Voletta, entrou com uma ação por homicídio culposo contra a cidade de Los Angeles, com base nas evidências defendidas por Poole. Eles alegaram que a LAPD tinha provas suficientes para prender o agressor, mas não conseguiu usá-las. David Mack e Amir Muhammad (também conhecido como Harry Billups) foram originalmente nomeados como réus no processo civil, mas foram retirados pouco antes do início do julgamento, depois que a LAPD e o FBI os descartaram como suspeitos.
O caso foi julgado perante um júri em 21 de junho de 2005. Na véspera do julgamento, uma testemunha chave que deveria testemunhar, Kevin Hackie, revelou que ele sofreu lapsos de memória devido a medicamentos psiquiátricos. Ele já havia testemunhado o conhecimento do envolvimento entre Knight, Mack e Muhammed, mas depois disse que os advogados de Wallace haviam alterado suas declarações para incluir palavras que ele nunca disse. Hackie assumiu a culpa por apresentar uma declaração falsa.
Vários dias depois do julgamento, o advogado dos queixosos revelou à Corte e se opôs a um advogado que havia recebido um telefonema de alguém que alegava ser um policial de LA e forneceu informações detalhadas sobre a existência de provas relativas ao assassinato de Wallace. O tribunal ordenou que a cidade conduzisse uma investigação completa, que revelou evidências anteriormente não reveladas, muitas das quais estavam na mesa ou no gabinete do detetive Steven Katz, o principal detetive na investigação da morte de Wallace. Os documentos centravam-se em torno de entrevistas de inúmeros policiais e de um informante encarcerado, que havia sido companheiro de cela do oficial preso da Rampart, Rafael Perez, por um longo período de tempo. Ele relatou que Perez havia contado sobre o envolvimento dele e de Mack com a Death Row Records e suas atividades no Peterson Automotive Museum na noite do assassinato de Wallace. Como resultado das evidências recém descobertas, o juiz declarou o erro e concedeu à família Wallace os honorários advocatícios.
Em 16 de abril de 2007, parentes de Wallace entraram com uma segunda ação por negligência contra a cidade de Los Angeles. O processo também nomeou dois policiais da LAPD no centro da investigação sobre o escândalo da Rampart, Perez e Nino Durden. De acordo com a alegação, Perez, um suposto afiliado da Death Row Records, admitiu aos funcionários da polícia que ele e Mack (que não foi mencionado no processo) "conspiraram para assassinar e participaram do assassinato de Christopher Wallace". A família Wallace disse que a LAPD "conscientemente escondeu o envolvimento de Rafael Perez no assassinato de ... Wallace".
A juíza distrital Florence-Marie Cooper concedeu julgamento sumário à cidade em 17 de dezembro de 2007, constatando que a família Wallace não cumpriu uma lei da Califórnia que exigia que a família notificasse sua reivindicação ao Estado dentro de seis meses da decisão sobre a morte de Wallace. A família Wallace reformulou o processo, derrubando as leis estaduais em 27 de maio de 2008. O processo contra a cidade de Los Angeles foi finalmente encerrado em 2010. Foi descrito pelo The New York Times como "um dos mais longos e mais celébres casos na história ".

### Difamação
Em 19 de janeiro de 2007, Tyruss "Big Syke" Himes, um amigo de Shakur que foi envolvido no assassinato de Wallace pela TV afiliada de Los Angeles Fox KTTV e pela revista XXL em 2005, teve uma ação de difamação sobre as acusações feitas fora do tribunal.